# Стшелечки (железопътна спирка)
Стшелечки (на полски: Strzeleczki) е закрита железопътна спирка в Стшелечки, Южна Полша.
Разположена е на железопътна линия 306 (Гоголин – Прудник).